# 마지 벨라미

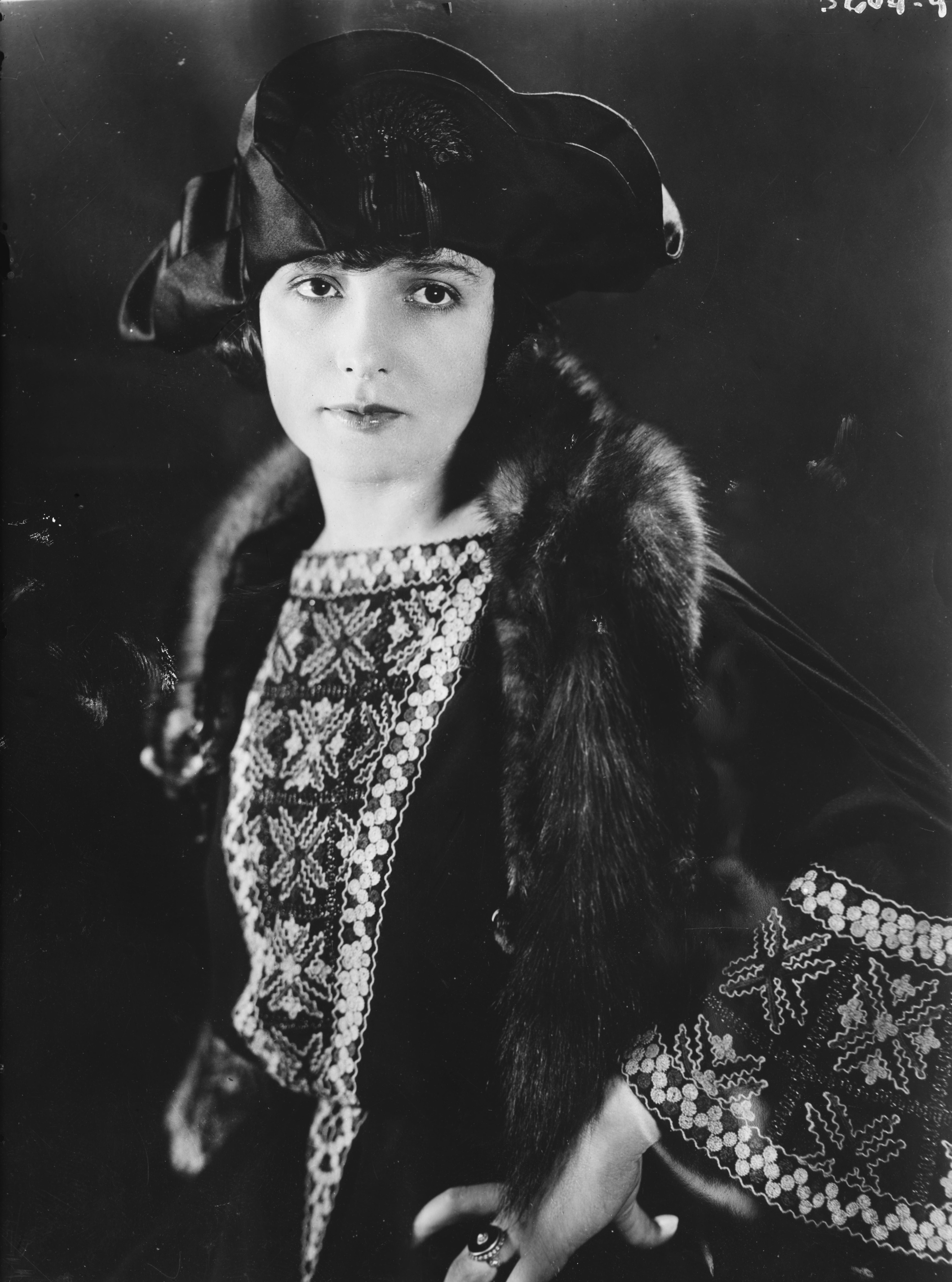

매지 벨러미(Madge Bellamy, 1899년 6월 30일 ~ 1990년 1월 24일)는 미국의 배우, 자서전 작가이다.
힐스버러에서 태어났으며 업랜드에서 사망하였다. 사인은 심근 경색이다. 포리스트 론 메모리얼 파크에 매장되었다.

## 영화
- 언더 유어 스펠 (1936년)
- 메트로폴리탄 (1935년)
- 화이트 좀비 (1932년)
- 레이지본즈 (1925년)
- 철마 (1924년)